# My Love Is Your Love (nummer)
My Love Is Your Love is een single van de Amerikaanse zangeres Whitney Houston. Het is de derde single van haar gelijknamige vierde studioalbum uit 1999. Op 31 mei dat jaar werd het nummer op single uitgebracht.

## Achtergrond
De single werd een grote wereldhit en behaalde in alle landen waar de single in de hitlijsten kwam (met uitzondering van Australië) de top 10. In thuisland de Verenigde Staten werd de 4e positie bereikt in de Billboard Hot 100 en Canada, Nieuw-Zeeland, Ierland Zweden en de Eurochart Hot 100 werd zelfs de nummer 1-positie bereikt.
In Nederland werd de single destijds regelmatig gedraaid op de landelijke radiozenders en werd een hit. De single bereikte de 3e positie in de Nederlandse Top 40 op destijds Radio 538 en zelfs de 2e positie in de publieke hitlijst; destijds de Mega Top 100 op Radio 3FM.
In België werd de nummer 1-positie bereikt in de Vlaamse Ultratop 50 en de 3e positie in de Vlaamse Radio 2 Top 30. In de  Waalse Ultratop 50 werd de 9e positie bereikt.